# Nat Faxon
Nathaniel (Nat) Faxon (Boston, 11 oktober 1975) is een Amerikaans acteur, scenarioschrijver en regisseur. In 2012 won hij voor The Descendants (2011) de Oscar voor beste bewerkte scenario.

## Biografie
Nat Faxon groeide op in Manchester-by-the-Sea (Massachusetts), waar hij les volgde aan Brookwood School. Nadien studeerde hij aan achtereenvolgens Holderness School en Hamilton College (New York).

## Carrière
Faxon sloot zich in 2001 aan bij The Groundlings, een komisch improvisatietheater en acteerschool uit Los Angeles, en begon met acteren. Zo had hij in de jaren 2000 kleine bijrollen in sitcoms als Rude Awakening, Grosse Pointe, Reno 911! en Joey. In 2008 werkte hij ook mee aan een aflevering van de dramaserie Mad Men.
In 2012 werd hij net als Dakota Johnson een hoofdrolspeler in de sitcom Ben and Kate. De serie was geen succes en werd begin 2013 geannuleerd door Fox. Samen met Judy Greer vertolkte hij nadien ook een hoofdrol in de komische reeks Married (2014–2015).
Naast acteren schrijft Faxon ook scenario's, steevast in samenwerking met zijn collega Jim Rash, die hij bij The Groundlings leerde kennen. In 2005 schreef het duo een pilot, getiteld  Adopted, voor ABC. De pilot werd uiteindelijk niet opgepikt door zender. In 2008 schreven Faxon en Rash ook The Descendants, dat gebaseerd was op de gelijknamige roman van auteur Kaui Hart Hemmings. Het filmscript werd enkele jaren later verfilmd door Alexander Payne en leverde Payne, Faxon en Rash begin 2012 de Oscar voor beste bewerkte scenario op. Een jaar later schreven en regisseerden Faxon en Rash de coming-of-agefilm The Way Way Back (2013). In 2020 werkte het duo ook samen aan Downhill, een Engelstalige remake van de Zweedse komedie Turist (2014).

## Filmografie

### Als acteur (selectie)
Film
- Orange County (2002)
- Slackers (2002)
- Club Dread (2004)
- Hamlet 2 (2008)
- Bad Teacher (2011)
- Zookeeper (2011)
- The Way Way Back (2013)
- Tammy (2014)
- Sex Tape (2014)
- Father of the Year (2018)

Televisie
- Rude Awakening (1999)
- Grosse Pointe (2000–2001)
- Reno 911! (2003–2004)
- Joey (2004–2005)
- NCIS (2005)
- Happy Hour (2006–2008)
- Mad Men (2008)
- The Cleveland Show (2009–2012) (stem)
- Ben and Kate (2012–2013)
- Married (2014–2015)
- Family Guy (2015–2019) (stem)
- Disenchantment (2018–2023) (stem)

### Als scenarist en/of regisseur
Film
- The Descendants (2011) (scenario)
- The Way Way Back (2013) (regie, scenario)
- Downhill (2020) (regie, scenario)

Televisie
- Community (2015) (regie)